# Trichopoda aurantiaca
Trichopoda aurantiaca là một loài ruồi trong họ Tachinidae.